# Kyriakos Papadopoulos
Kyriakos Papadopoulos (Katerini, 23. veljače 1992.) je grčki nogometaš i reprezentativac, koji trenutačno nastupa za grčki klub Atromitos na poziciji braniča.

## Klupska karijera

### Lokomotiva
U Lokomotivu stiže 27. listopada 2020. godine kao slobodan igrač i potpisuje jednogodišnji ugovor. Svoj prvi nastup i pogodak u dresu zagrebačke momčadi upisao je 20. studenoga 2020. protiv Varaždina.

## Reprezentativna karijera
Papadopoulos je od početka karijere nastupao za omladinske sastave grčke reprezentacije.
Dana 4. lipnja 2011. godine, debitirao je za seniorsku momčad svoje države u kvalifikacijskoj utakmici protiv Malte. Na istoj toj utakmici je i postigao svoj prvi pogodak u dresu Grčke.

## Priznanja

### Klupska
Olympiakos
- Grčka Super Liga (2): 2007./08., 2008./09.
- Grčki nogometni kup (2): 2007./08., 2008./09.
- Grčki superkup (1): 2007.

Schalke 04
- DFB-Pokal (1): 2010./11.
- Njemački superkup (1): 2011.

## Vanjske poveznice
- Profil na Transfermarktu
- Profil na Soccerwayu